# Gedenkkirche in Lazarevac

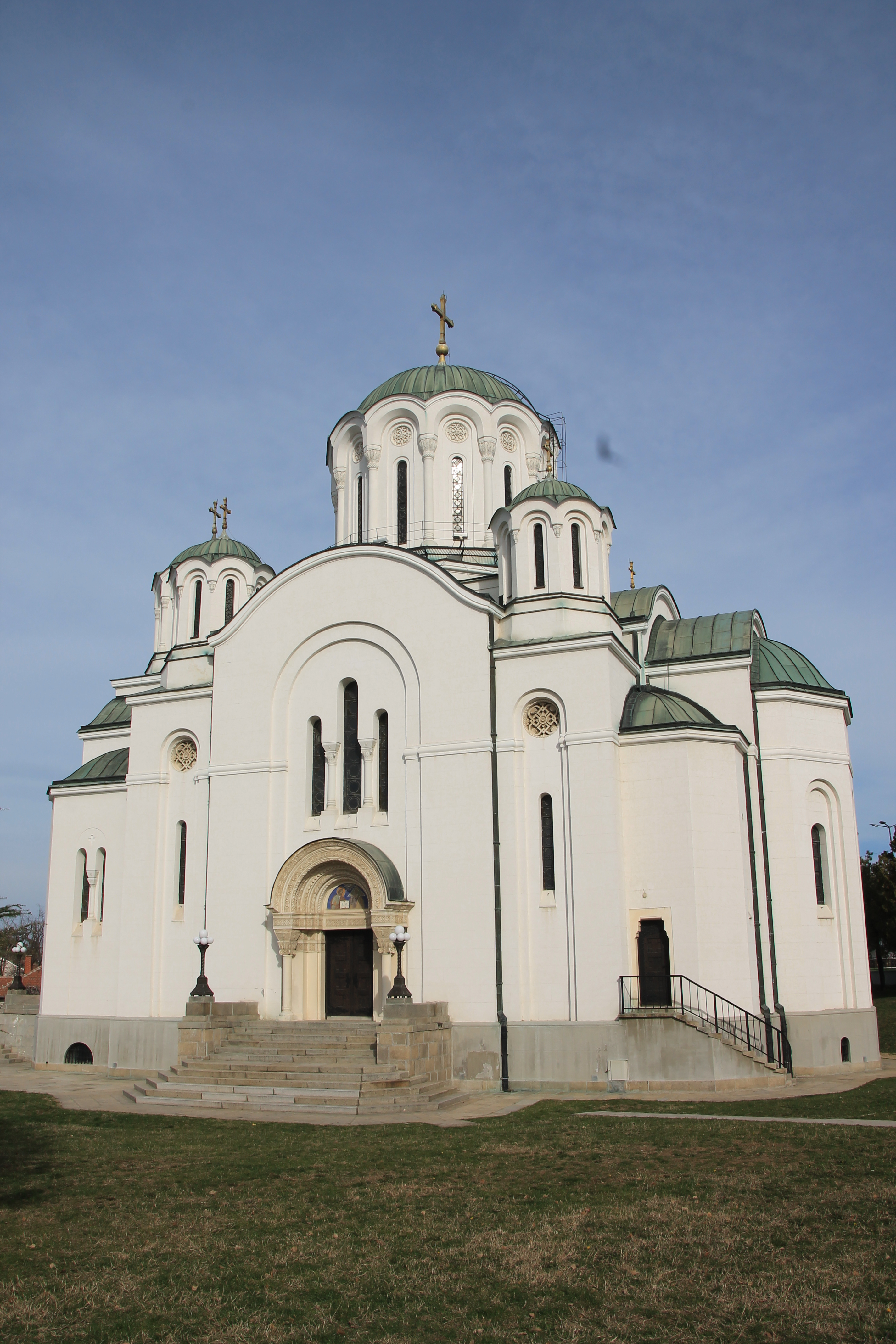
Die Gedenkkirche Hl. Großmärtyrer Dimitri in Lazarevac

Die stadtbildprägende Gedenkkirche Hl. Großmärtyrer Dimitri (serbisch: Спомен-црква светог великомученика Димитрија, Spomen-crkva svetog velikomučenika Dimitrija) ist eine Serbisch-orthodoxe Kirche und Beinhaus im serbischen Lazarevac, gebaut zu Ehren der gefallenen Soldaten der serbischen und österreichisch-ungarischen Armee in der Schlacht an der Kolubara. 
Sie gilt als bemerkenswertes Beispiel serbisch-russischer Kirchenarchitektur und ist dem Hl. Großmärtyrer Dimitri geweiht.
Sie ist die Hauptkirche von Lazarevac, Sitz der Kirchengemeinde Lazarevac, Hauptkirche des Dekanats Kolubara-Posavina und Pfarrkirche der Pfarrei Lazarevac I-VI im Dekanat Kolubara-Posavina, der Eparchie Šumadija der Serbisch-Orthodoxen Kirche.

## Aussehen und Architektur
Die Idee einer Gedenkkirche mit Beinhaus erwuchs aus der Suche nach einer Stätte für die sterbliche Überreste der im Jahr 1914 in der Schlacht bei Kolubara auf den Schlachtfeldern um Lazarevac gefallenen Soldaten. 1921 gründete sich unter Leitung des Priesters Čedomir M. Popović ein „Komitee zur Errichtung der Gedenkkirche mit Beinhaus in Lazarevac“. Nach dessen Auflösung im Jahre 1937 wurde die „Vereinigung zur Errichtung der Gedenkkirche mit Beinhaus in Lazarevac“ wurde unter der Leitung des Priesters Borivoje Đorđević gegründet.
In der architektonischen Tradition des 20. Jahrhunderts, die sich im Gebiet des heutigen Bezirks Lazarevac entwickelte, dominieren die Längsgebäude mit prominenten Glockenturm an der Westfront.
Der Geist des Historismus wird in diesem Gebäude deutlich zum Ausdruck gebracht. Kirche mit Beinhaus sind vom Kloster Vavedenje im Belgrader Stadtteil Senjak inspiriert.
Der Tempel wurde nach dem Projekt des emigrierten russischen Architekten Ivan Afanasjevič Rik zwischen 1938 und 1941 gebaut. Sein Grundriss hat die Form eines weiterentwickelten Griechischen Kreuzes. Die Hauptkuppel erhebt sich über dem Schnittpunkt der Kreuzarme, während vier kleinere Kuppeln über den Armen stehen. Eine Kuppel erhebt sich über der westlichen Fassade und bedeckt den Glockenturm. Da der Entwurf keine Chorapsis vorsah, hat die Kirche eine betont längliche Gestalt. Durch zwei schmale Monoforien an der Westwand dringt nicht genügend Licht in das Innere des Kirchenschiffs, so dass die Hauptlichtquelle auf der gegenüberliegenden Seite liegt, dennoch ist der Narthex in bestimmten Tageszeiten unterbelichtet. Im Gegensatz dazu ist das Kirchenschiff dank einer Reihe von Kuppelfenstern und Fensteröffnungen in Form von Kleeblatt und zwei Monoforien an den Seitenwänden gut beleuchtet.

## Bedeutung

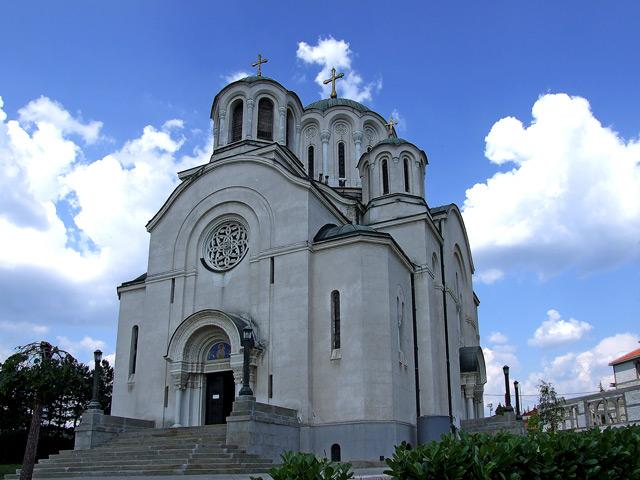
Haupteingang der Kirche Hl. Dimitri

Die Krypta der Kirche beherbergt auf etwa 37 m³ die sterblichen Überreste serbischer und feindlicher Gefallener aus der Schlacht an der Kolubara Ende 1914. Sie wurde zwischen 1961 und 1964 unter der Leitung des Architekten D. St. Pavlović renoviert und in drei Bereiche aufgeteilt. Der erste Bereich befindet sich im westlichen, der zweite im mittleren und der dritte im östlichen Teil der Krypta. Der Haupteingang zur Krypta befindet sich an der Nordwand des westlichen Bereiches.
Auf Tafeln sind grundlegende Informationen über die Schlacht an der Kolubara und bedeutende Details eingemeißelt und kraftvolle visuelle Darstellungen der Kriegsschauplätze, die Anordnung der serbischen und feindlichen Kräfte in bestimmten Stadien der Schlacht, die Ansicht von Durchbrüchen und die Vertreibung des Feindes. Gerahmte Reliefplatten aus der Hand des Bildhauers Mihailo Tomić veranschaulichen Details der Schlacht. Die östliche Seite der Wand trägt eine Inschrift. Silhouetten der serbischen Soldaten, Bauern und Bäuerinnen in Volkstracht wurden im Flachrelief eingearbeitet. Die  der Beisetzung dienenden Wandfächer oberhalb des Sarkophags sind mit einer dekorativen Verkleidung aus rotem Marmor verfeinert und auf jeder mit Seite 21 schwarzen Marmorplatten mit Angaben über das jeweilige Regiment versehen: An der Nordwand über die I. Armee des Oberbefehlshabers General Živojin Mišić, an der Ostwand über die II. Armee des Kommandanten Feldmarschall Stepa Stepanović und an der Südwand über die III. Armee des Kommandanten General Pavle Jurišić Šturm und des Užice-Militärkommandanten General Vukoman Aračić. In der Nische des Ostbereiches befindet sich eine Soldatenskulptur.
Das Gebäude wurde 1966 in die Liste der Kulturdenkmäler von „außergewöhnlicher Bedeutung“ aufgenommen.
Die Ikonostase bemalte 1940 der emigrierte russische Maler Pimen Sofronov. Es war geplant, dass er auch die Kirche mit Ikonen bemalt, aber das wurde durch den Ausbruch des Zweiten Weltkrieges verhindert. Die Kirche wurde erst im in den 1990er und 2000er Jahren ausgemalt.
Erbaut am Ende der Zwischenkriegszeit, ist der Baukomplex in Lazarevac ein stilistisch einzigartiges Werk. Neben der Kirche des Heiligen Georg in Oplenac ist sie das bedeutendste Monument des Königreichs Jugoslawien.